# 終わった人
『終わった人』（おわったひと）は、内館牧子の長編小説。地方紙8紙に2014年6月9日より連載、加筆を経て講談社より2015年9月17日に刊行された。仕事一筋で定年を迎えた東大卒のエリート銀行マンの定年後の悲哀を描く。2015年発表。講談社文庫刊。
2017年にラジオドラマ化、2018年に映画化された。

## あらすじ
田代壮介はかつて大手銀行の銀行マンであったが、子会社に出向させられ、そのまま定年を迎えた。趣味や夢もなく、これまで仕事一筋だった彼は退屈な日々を送るようになった。
壮介はスポーツジムに通ったり、図書館で時間を潰そうとする一方、職業安定所で職探しを始めるが、高学歴と立派な職歴がネックとなり、思うようにいかない。妻や娘からは、「恋でもしたら」とからかわれる始末。
大学院で文学を学ぼうと思い立った壮介は、勉強のために訪れたカルチャースクールである女性と出逢い、恋の予感が芽生える。さらに、スポーツジムで知り合った新興のIT企業社長との出会いによって、思わぬ人生の転機が訪れる。

## 書誌情報
- 終わった人（2015年9月17日、講談社、ISBN 978-4-06-219735-9）
- 終わった人（2018年3月15日、講談社文庫、ISBN 978-4-06-293876-1）

## ラジオドラマ
「太田胃散 presents TOKYO FMサンデースペシャル ラジオドラマ」として、TOKYO FMにて2017年3月26日の19時から19時55分に放送された。

### キャスト（ラジオドラマ）
- 山崎一
- 辻しのぶ
- 秋本奈緒美
- 大後寿々花
- 玉置玲央
- 中村まこと

### スタッフ（ラジオドラマ）
- 提供：太田胃散

## 映画
2018年に中田秀夫監督、舘ひろし主演で映画化され、同年6月9日に公開された。
第42回モントリオール世界映画祭最優秀男優賞受賞（舘ひろし）。6月9日～10日の国内映画ランキング（全国週末興行成績・興行通信社提供）第4位にランクインした。

### キャスト（映画）
- 田代壮介：舘ひろし（学生時代：岩永ジョーイ[10][11]）
- 田代千草：黒木瞳
- 浜田久里：広末涼子
- 山崎道子：臼田あさ美
- 鈴木直人：今井翼[12]
- 工藤元一：ベンガル
- 山下正美：清水ミチコ
- 山下良夫：温水洋一
- 桜田美雪：高畑淳子
- 田代ミネ：岩崎加根子
- 川上喜太郎：渡辺哲
- 山崎麻衣：野澤しおり
- 米澤かおり
- 駒木根隆介
- 佐野元哉
- 範田紗々
- 朝比奈加奈
- 青山俊彦：田口トモロヲ
- 二宮勇：笹野高史

### スタッフ（映画）
- 原作：内館牧子『終わった人』（講談社文庫）
- 監督：中田秀夫
- 脚本：根本ノンジ
- 音楽：海田庄吾
- 主題歌：今井美樹「あなたはあなたのままでいい」（作詞・作曲：布袋寅泰、Virgin Music/ユニバーサル ミュージック）
- 製作総指揮：黒澤満
- 製作：村松秀信、植村徹、間宮登良松、木下直哉、浅野謙治郎、飯田雅裕、吉崎圭一、中村卓、吉羽治、片岡尚、志賀司、東根千万億、鎌田英樹、榧野信治、藤澤利憲、富永健治
- 企画・プロデュース：近藤正岳
- プロデューサー：明石知幸、坂井正徳
- アソシエイトプロデューサー：柳迫成彦
- ラインプロデューサー：望月政雄
- 音楽プロデューサー：津島玄一
- 宣伝プロデューサー：谷口毅志
- 撮影：斉藤幸一
- 照明：豊見山明長
- 美術：三ツ松けいこ
- 録音：室薗剛
- 編集：洲崎千恵子
- 装飾：平井浩一
- 記録：吉田久美子
- VFXスーパーバイザー：立石勝
- キャスティングディレクター：杉野剛
- 助監督：髙橋正弥、市原大地
- 製作担当：福井一夫、樫崎秀明
- 予告ナレーション：増岡弘
- 特別協力：盛岡市
- 特別協賛：一般社団法人全日本冠婚葬祭互助協会
- 配給：東映
- 製作プロダクション：セントラル・アーツ
- 製作：「終わった人」製作委員会（東映、東北新社、東映ビデオ、木下グループ、セントラル・アーツ、石原プロモーション、朝日新聞社、電通、ユニバーサル ミュージック、講談社、イオンエンターテイメント、セレモニー、岩手日報社、IBC岩手放送、テレビ岩手、岩手めんこいテレビ、岩手朝日テレビ）

### 受賞歴
- 第42回日本アカデミー賞[13]
  - 優秀主演男優賞 - 舘ひろし
- 第61回ブルーリボン賞[14]
  - 主演男優賞 - 舘ひろし